# Ark Royal (1587)

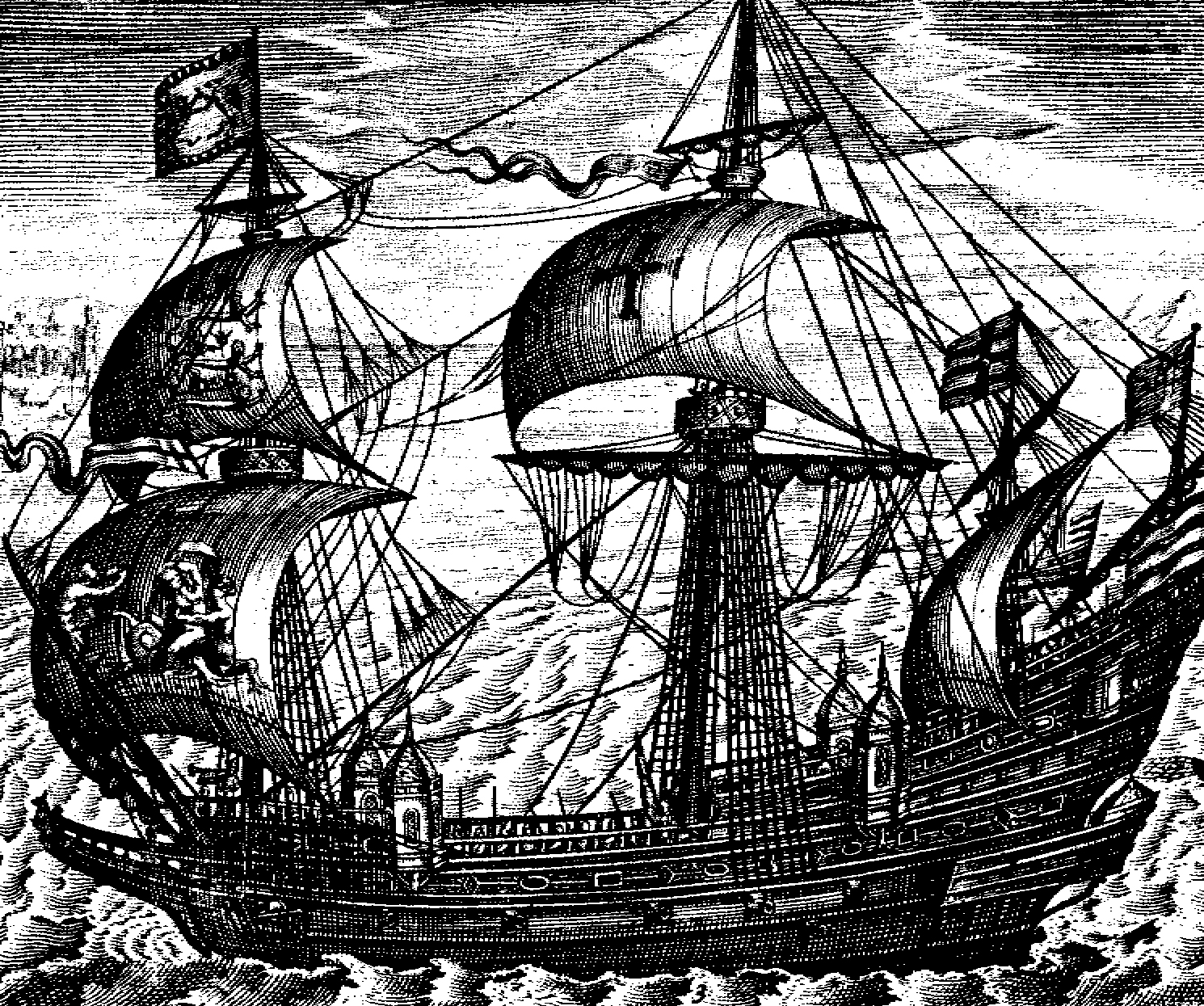
Ark Royal

De Ark Royal was een Engelse viermaster uit de 16e eeuw. Dit galjoen was het eerste vaartuig met deze naam. Na haar inzet als vlaggenschip werd de naam traditioneel hergebruikt in de Britse marine.

## Geschiedenis
Het galjoen werd in opdracht van Walter Raleigh in 1586 in aanbouw genomen op de scheepswerf van Woolwich Dockyard. Het liep in 1587 van stapel onder de naam Ark Raleigh. Koningin Elizabeth I kocht het schip voor 5000 pond sterling en wijzigde de naam in Ark Royal. In 1588 was het het vlaggenschip van lord Howard in de strijd tegen de Spaanse armada.
In 1608 werd het door koning Jacobus I heropgetuigd en hernoemd naar Anne Royal naar zijn vrouw koningin Anna van Denemarken.
In 1636 liep het schip aan de grond in de Theems en zonk. Het werd geborgen maar was te zwaar beschadigd om nog te herstellen.

## Afmetingen
- Lengte: 36.80 m
- Breedte: 8,75 m
- Diepgang: 4,75 m
- Waterverplaatsing: 880 ton
- Bemanning: 190 zeelui en 70 militairen
- Bewapening:
  - Batterij van 16 18-ponderkanonnen
  - Batterij van 12 9-ponderkanonnen
  - Kleinere stukken